# La Candelaria (Bogotá)
La Candelaria ist der 17. Stadtbezirk (localidad) der kolumbianischen Hauptstadt Bogotá. Mit einer Fläche von 184 Hektar und einer Wohnbevölkerung von ca. 24.000 Menschen ist er der kleinste Stadtbezirk der Hauptstadt. La Candelaria wird vollständig vom Stadtbezirk Santa Fe umschlossen. Sein Name entstammt dem katholischen Festtag Mariä Lichtmess.
La Candelaria ist das historische und kulturelle Zentrum der Stadt. Straßen mit Kopfsteinpflaster, beschauliche Plätze und bunt bemalte Häuser zeugen hier von dem kolonialen Erbe. La Candelaria zählt zu den am besten erhaltenen historischen Altstädten in Lateinamerika. 
Der Stadtteil verfügt über ein reichhaltiges Kulturleben. Zahlreiche Bibliotheken, Theater und Museen gibt es. Außerdem haben viele Universitäten und Regierungsbehörden hier ihren Sitz. Aufgrund seiner Attraktivität als Bohème-Viertel Bogotás ist La Candelaria ein beliebter Treffpunkt von intellektuellen Randgruppen mit vorwiegend schriftstellerischer, bildkünstlerischer und musikalischer Aktivität oder Ambition und zählt viele Besucher das ganze Jahr über. Hier schlägt das Herz des Nachtlebens und man ist mitten im Herzen Bogotás.

## Institutionen und Sehenswürdigkeiten
- Plaza de Bolívar, Bogotás größter öffentlicher Platz
- Casa de Nariño, Amtssitz des Präsidenten der Republik
- Catedral Primada Basílica Metropolitana de la Inmaculada Concepción de María en Bogotá, Domkirche des Primas von Kolumbien
- Casa de Moneda de Colombia, historische Münzanstalt, beherbergt heute die Numismatik und Kunstsammlung der Banco de la República
- Universidad de La Salle, Institution der höheren Bildung
- Universidad del Rosario, private Universität
- Universidad Libre, private Universität
- Museo de Arte del Banco de la República, Museum der Bildenden Künste
- Teatro de Cristóbal Colón, Nationaltheater von Kolumbien
- Universidad Externado de Colombia, private Universität